# 42775 Bianchini
42775 Bianchini è un asteroide della fascia principale. Scoperto nel 1998, presenta un'orbita caratterizzata da un semiasse maggiore pari a 3,1482216 au e da un'eccentricità di 0,2415892, inclinata di 22,82947° rispetto all'eclittica.
L'asteroide è dedicato all'astronomo Francesco Bianchini.